# Runenstein von Hogrän

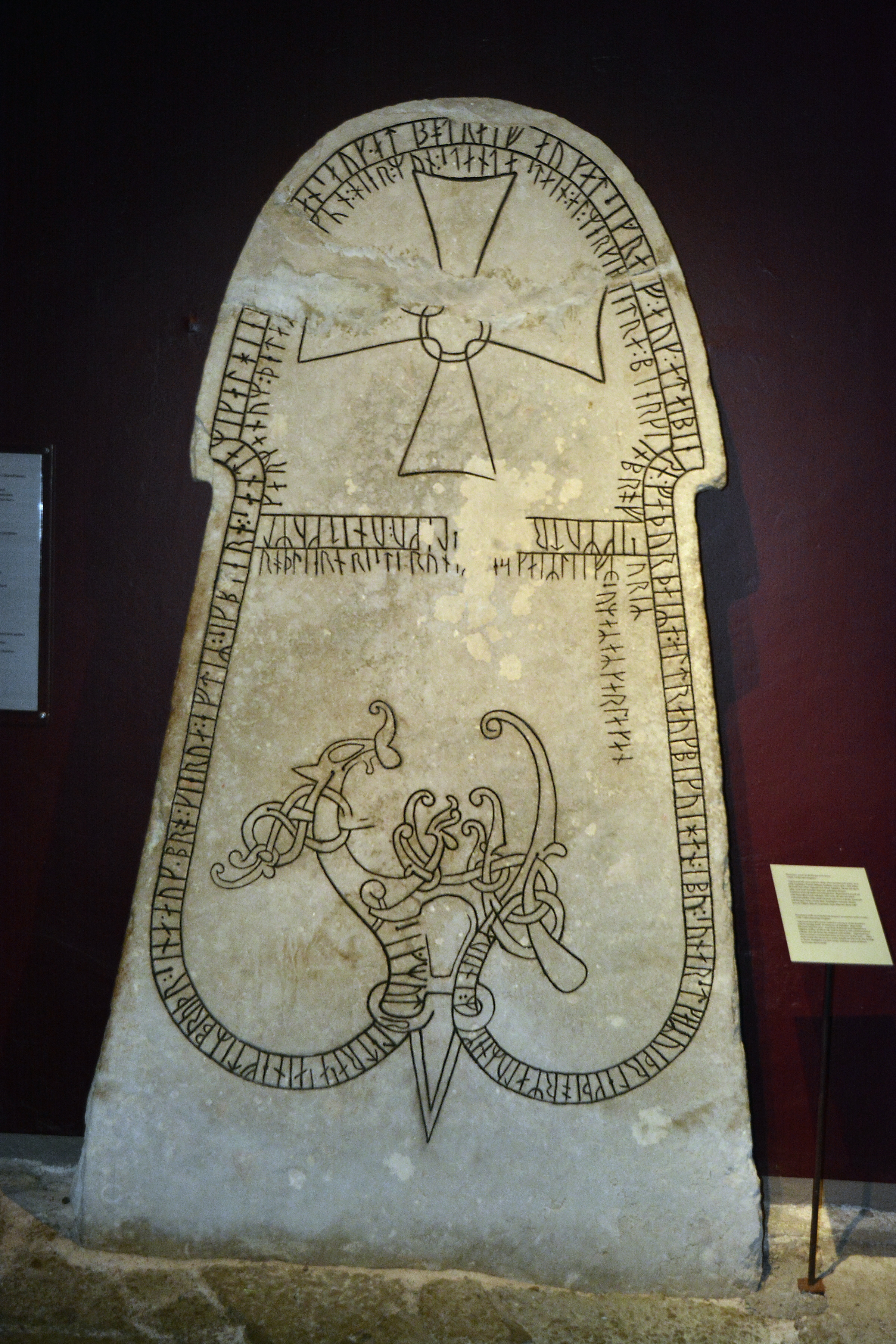
Runenstein von Hogrän

Der Runenstein von Hogrän (Samnordisk runtextdatabas G 203) ist eine mit Ornamenten und Schriftzeichen verzierte Steinplatte aus der Wikingerzeit, die seit 1893 in Gotlands Fornsal in Visby auf Gotland ausgestellt ist.
Die Existenz des Steines auf dem Friedhof neben der Kirche von Hogrän wurde in den 1730er Jahren erstmalig dokumentiert (Fundort: 57° 30′ 16,6″ N, 18° 18′ 28,2″ O). Aufgrund verschiedener Merkmale des Steins war dieser Platz sehr wahrscheinlich nicht sein ursprünglicher Ort.

## Beschreibung
Der Text besteht aus etwas über 300 Runenzeichen und ist größtenteils in einem Schlangenband untergebracht. Einige Runen liegen vermutlich aus Platzmangel außerhalb des Bandes. Ein weiteres auffälliges Merkmal ist die Abfassung eines Teils des Textes in Versform. Der ursprüngliche unbeschädigte Stein hatte nach Schätzungen eine Höhe von 2,85 Metern und ragte vermutlich 2,5 Meter aus der Erde.
Die schwedische Runologin Elisabeth Svärdström deutete den Text 1978 wie folgt:
Sigmund ließ diesen Stein aufrichten nach seinen Brüdern und eine Brücke machen nach Sigbjärn – Sankt Michael helfe seiner Seele – und nach Botraiv und nach Sigraiv und nach Aibjärn, Vater zu ihnen allen, und er wohnte im Dorf (oder auf dem Hof) am weitesten südlich. Gairvid zeichnete (oder legte) das Schlangenband … Sigmund hat sich so Pflege verschafft. Für Männer ist das ein bekannter Gedenkort. Hier soll der Stein stehen als Zeichen, leuchtend auf dem Berg, mit der Brücke daneben. Rodbjärn ritzte diese Runen, wenige (auch) Gairlaiv, er kennt sie gut.
Svärdström versuchte sich auch an undeutlichen Abschnitten des Textes, die aufgrund Doppeldeutigkeit nicht zur offiziellen Deutung gehören. So folgt in der Mitte des Textes nach Schlangenband entweder ein weiterer Männername oder „pfiffig bestimmte er den Text“. Weiterhin beruht das Wort „Seele“ auf einer Vermutung, da der Stein am oberen Ende beschädigt ist. Da Satzzeichen fehlen, ist die Zuordnung einiger Textabschnitte schwer. Der Abschnitt zu Beginn der zweiten Hälfte könnte auch „Sigmund hat sich so Pflege (oder Gedenken) bei den Männern verschafft. Er ist ein bekanntes Wahrzeichen.“ heißen. Auch wenn das Wort „Wahrzeichen“ im Plural steht, so gibt es vermutlich keinen Schwesterstein. Wahrscheinlich war es in der Wikingerzeit üblich auf die Gesamtheit aller Runenstein hinzuweisen.
Als Gotländischer Bildstein war der Stein vermutlich nach seiner Entstehung mit leuchtenden Farben bemalt. Der genannte Berg ist wahrscheinlich nur ein kleiner Hügel gewesen. Der Wortstamm kommt auch in gotländischen Ortsnamen wie Bjärge oder Bjärges vor, die im welligen Gelände liegen. Der schwedische Sprachforscher Otto von Friesen nahm an, dass es sich bei dem genannten Bauwerk nicht um eine Brücke, sondern um einen aufgeschütteten Weg gehandelt haben könnte, wie es bei den Jarlabankesteinen der Fall war.